# Восанибола, Мосесе
Мосесе (Мозес) Восанибола (фидж. Mosese Vosanibola, родился 28 июля 1962 года) — фиджийский регбист, игравший на позиции скрам-хава.

## Биография
Выступал за команду округа Набуа. 16 июля 1991 года сыграл матч в составе второй сборной Фиджи против Англии, в котором фиджийцы нанесли сенсационное поражение в Лаутоке англичанам со счётом 27:13 — на 47-й минуте при участии Восаниболы, а также Ифереими Таваке и Пио Кубуваи попытку занёс Вайсале Сереви, а сам Восанибола отметился одной попыткой ближе к концу матча, сделав счёт 19:13.
Сыграл всего два матча за сборную Фиджи в 1991 году: 11 июня против Тонга в Суве и 8 октября против Франции в Гренобле. Его сын Джони также стал регбистом.